# Vakilmoskee
De Vakilmoskee (Perzisch: مسجد وکیل; Masjed-e Vakil) is een moskee in de Iraanse stad Shiraz, gelegen in het historische centrum, ten westen van de Vakilbazaar, naast de ingang daarvan. Nabijgelegen gebouwen zijn de Nasir al Molkmoskee, de Arg van Karim Khan en het Parsmuseum.
De moskee werd gebouwd tussen 1751 en 1773, tijdens de Zand-dynastie en werd hersteld in de 19e eeuw tijdens de dynastie van de Kadjaren. Vakil betekent regent, de titel die Karim Khan, de stichter van de Zand-dynastie gebruikte. Hij verkoos Shiraz tot zijn hoofdstad en liet er vele gebouwen bouwen, waaronder ook deze moskee.
De moskee heeft een oppervlakte van 8660 vierkante meter en heeft slechts 2 iwans in plaats van de gebruikelijke 4; aan de noordoost- en zuidwestzijde van een groot open plein. De iwans en het plein zijn versierd met typische Shirazi haft rangi tegels, een karakteristieke eigenschap van de kunst en nijverheid van Shiraz in de tweede helft van de 18e eeuw. De zaal voor het avondgebed (Shabestan) beslaat een oppervlakte van ongeveer 2700 vierkante meter en bevat 48 monolithische spiraalvormige zuilen, elk met een hoofdletter van acanthusbladeren. De minbar van deze zaal is uitgehouwen uit een stuk groene marmer, bevat 14 treden en wordt gezien als een meesterwerk uit de Zandperiode. De weelderige met bloemen versierde tegels komen hoofdzakelijk uit de Kadjarentijd.

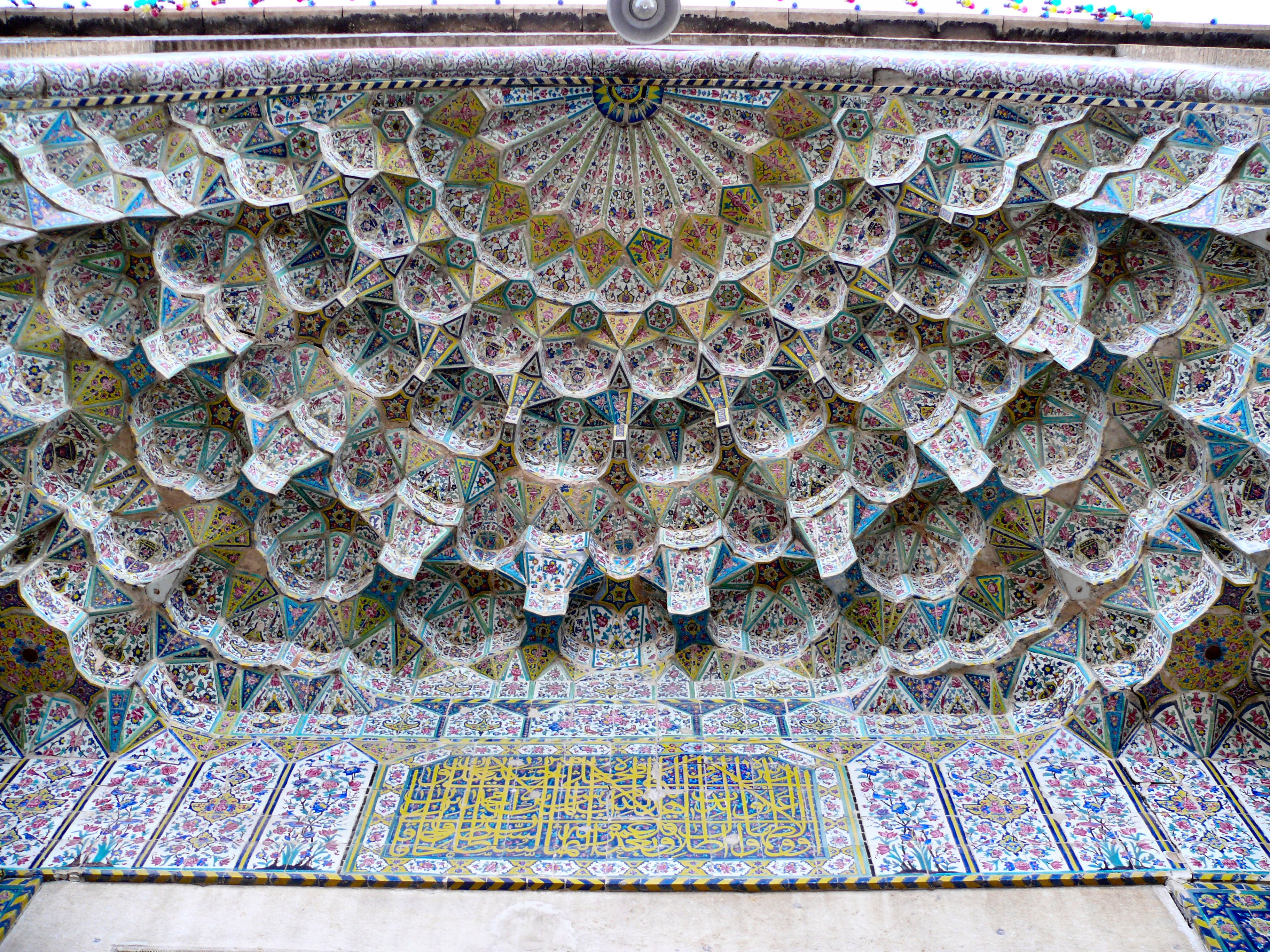
Plafond boven de voordeur
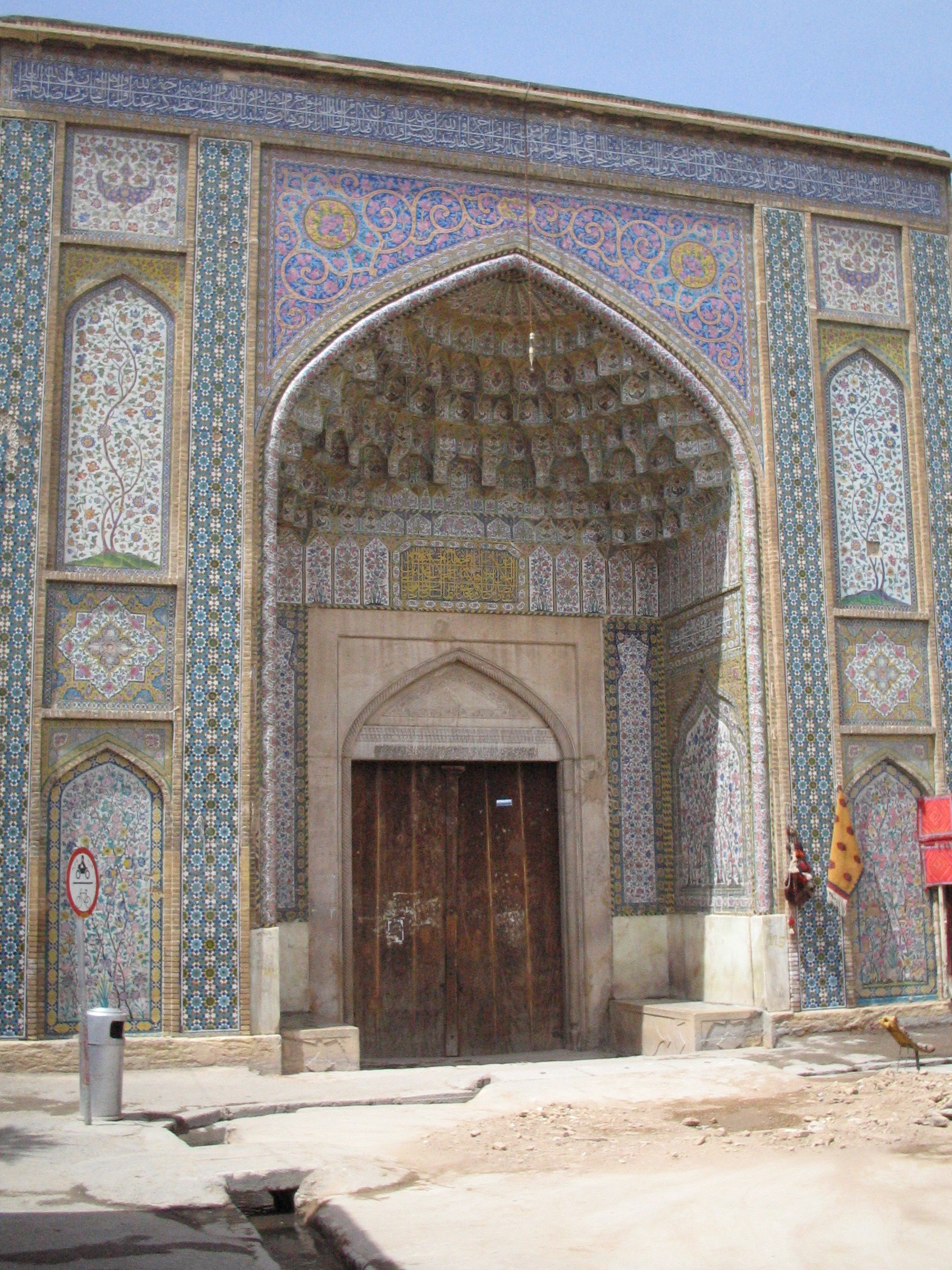
Ingang
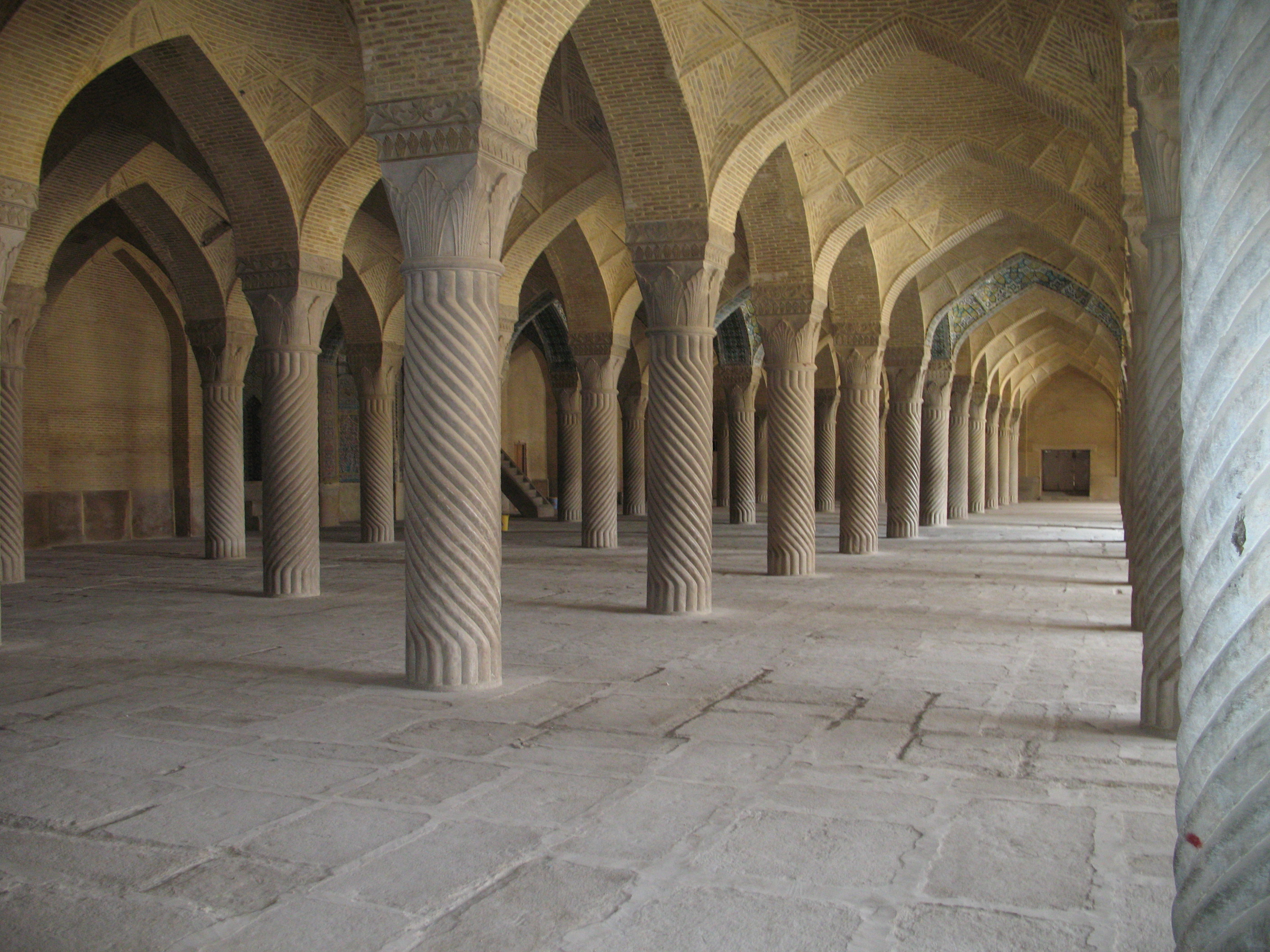
De Shabestan of bidzaal
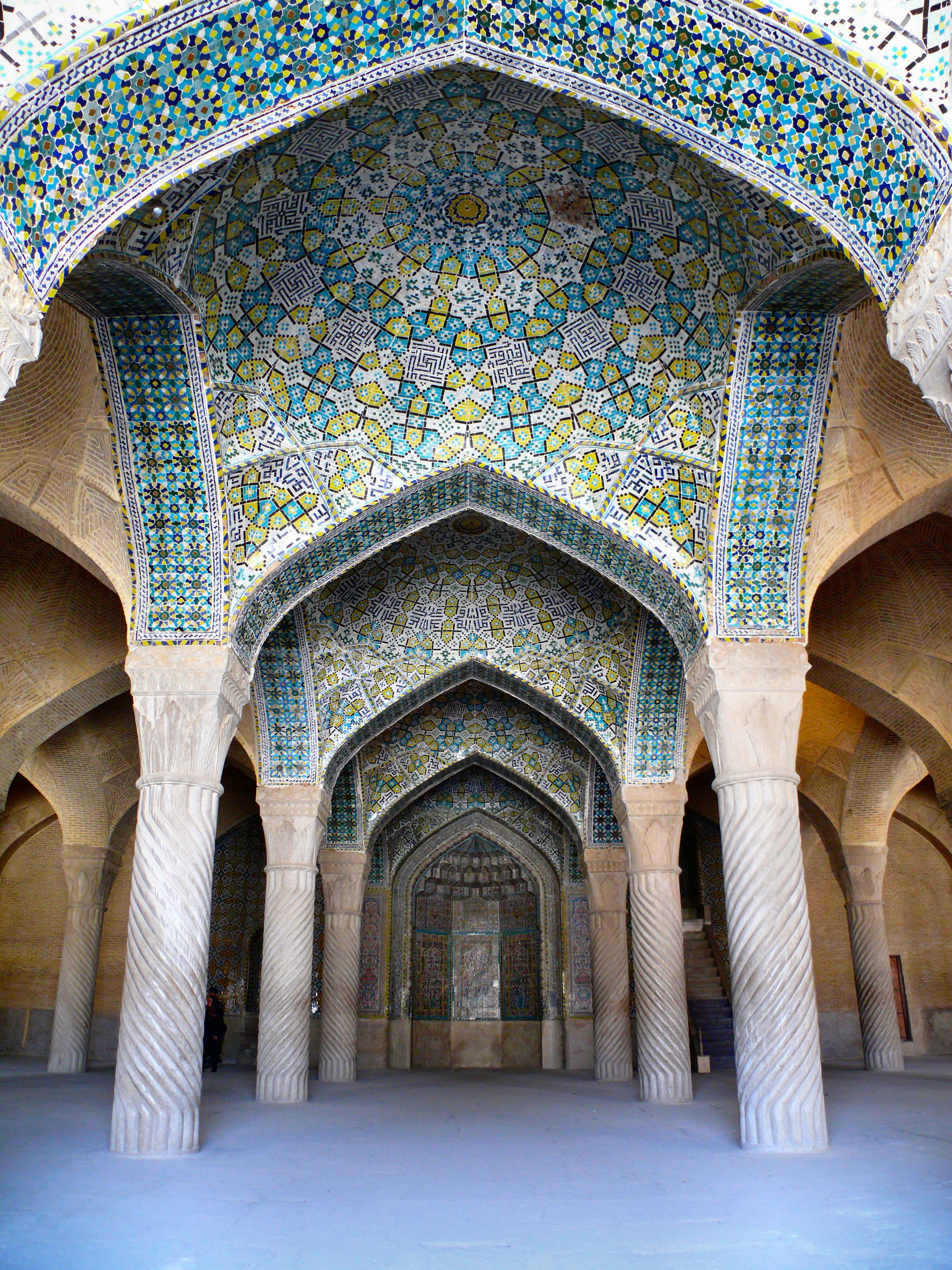
Tegelwerk in het plafond van de Shabestan
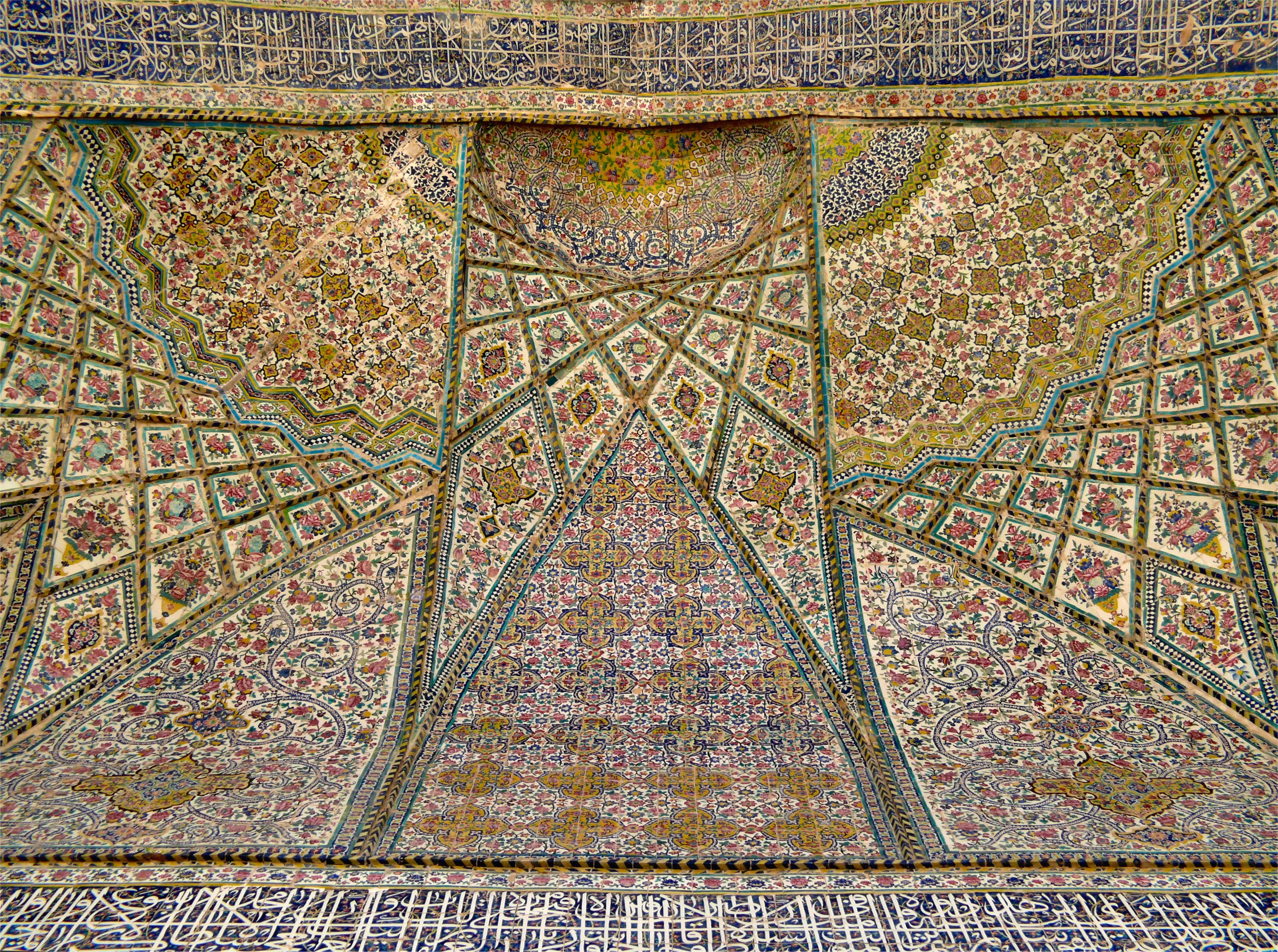
Plafond van de noordoostelijke iwan